# 瘟疫傳說：無罪
《瘟疫傳說：無罪》是由Asobo游戏工作室開發並由Focus家庭互动娱乐公司發行在Microsoft Windows、PlayStation 4和Xbox One平台上的动作冒险游戏，以14世紀黑死病盛行的法國阿基坦為舞台。作品已於2019年5月14日正式公開發售並收穫評論家的大致好評。之後於2021年7月6日登上PlayStation 5、Xbox Series X/S與任天堂Switch平台。
續作《瘟疫傳說：安魂曲》（A Plague Tale: Requiem）於2022年10月18日在Windows與Xbox Series X/S、PlayStation 5與任天堂Switch等平台推出。

## 遊戲玩法
在《瘟疫傳說：無罪》中，玩家會以第三人稱視角控制女主角阿米西亞·德·盧恩（Amicia de Rune）。在戰鬥不會出現在游戏的大部分时间中，玩家需要以潛行的方式來躲避敵人。阿米西亞配備了一個機弦，可以用擲石來打斷吊橋的吊索或暈眩對手，甚至击中头部杀死敌人。《瘟疫傳說：無罪》有著一系列的生存難題，大部分為嚇跑或干擾成群結隊飢腸轆轆的老鼠以進入新區域。驅趕老鼠的主要方法是用火，原因是牠們很少進入火炬或火盆的半徑範圍內。主人公還可以製作特殊的彈藥或用品，例如用作點燃火盆中硫磺的火焰彈、吸引老鼠的氣味彈和熄滅敵人火把的滅火劑。而阿米西亞的弟弟雨果（Hugo）則可以在其姐姐忙得不可開交時分擔特定的任務。在《瘟疫傳說：無罪》的末段，玩家可以轉為控制弟弟，他不會製作物品與主動攻擊，但能夠控制老鼠殺死敵人並潛入較小的空間。當姐弟兩人在遊戲後期重逢時，所有技能都變得可使用。

## 剧情
故事背景设定在1348年的法国阿基坦地区，此时英法百年战争正在此地区焦灼。主人公阿米西亞·德盧恩（Amicia de Rune）是当地贵族的长女，与她的家人生活在一起。她的弟弟雨果（Hugo）自出生时即患有疾病，他们的母亲碧翠絲（Beatrice）作为一名炼金术师，为了更好的治疗他，将他限制在家中的一个小房间中数年之久。在阿米西亚与父亲一起去森林中打猎时，她第一次注意到了疫情的初步征兆，而他们的狗利昂（Leon）则瞬间被未知的力量吞噬。她和父亲迅速的回到了家，但是此时由尼古拉斯领主带领的宗教裁判所（Inquisition）的军队已经找到了他们的家，并且对他们的家进行了搜寻、掠夺，以得到他们的弟弟雨果。他们的母亲碧翠絲帮助他们最终逃离，在分别前她告诉阿米西亚去寻求雨果的医生劳伦提斯（Laurentiu）的帮助。
阿米西亚和弟弟雨果逃到了附近的村庄，在那里他们得知饥饿的鼠群携带着鼠疫已经到达了这一地区，并且吞噬了路上的一切。当地村民将鼠疫的流行以及宗教裁判所的到来归咎到了弟弟雨果身上，阿米西亚只得继续带着弟弟逃亡。最终姐弟二人终于到达劳伦提斯的农场，但此时劳伦提斯已经被老鼠咬伤而卧病在床。在那里，劳伦提斯要求阿米西亚完成她的母亲未竟的工作。当劳伦提斯的房子最终被鼠群吞噬后，姐弟二人以及他们的新伙伴卢卡斯（Lucas）走上了寻找隐藏的暗影古堡（the hidden Château d'Ombrage）的道路。在逃离的路途中，卢卡斯向姐弟解释了一切的原委。在雨果的血脉里，传承着一个名叫古老超自然力量马库拉（Prima Macula），这一力量自从君士坦丁堡瘟疫之后就在特定的几条贵族血脉中传承。比阿特丽丝与劳伦提斯尝试找到应对他的办法，但是却被觊觎这一力量的大审判官维塔利斯（Vitalis Benevent）阻止。姐弟两逃亡过程中得到了盗贼姐弟梅莉（Melie）、亚瑟（Arthur）的帮助。但在几位幸存者到达古堡之前，亚瑟就被宗教裁判所逮捕。
卢卡斯提到自己需要一本叫做《血液之旅》的禁书来完成治愈雨果的药物。为了拯救雨果，阿米西亚便潜入了大学取回了这本书，于此同时，梅莉则去营救自己的弟弟。阿米西亚顺利的取回了书，在大学中结识了被宗教裁判所逮捕的铁匠羅德里克（Rodric），两人相互帮助，一起逃脱了追捕。他们在暗影古堡与梅莉、亚瑟二人会合。但此时亚瑟表示，他在被关押期间，遇见了碧翠絲。阿米西亚决定不将这一个消息告诉雨果，但是雨果却听到了他们的谈话。此时雨果的身体状态迅速恶化，为了探究碧翠絲此前的治疗方法，阿米西亚与卢卡斯回到了位于阿基坦的家。二人在家附近的罗马废墟下的隐藏实验室里用新找到的《血液之旅》中的信息完成了碧翠絲未竟的药物，并且带回古堡后给予雨果使用，缓解他的症状。然而雨果此时却主动地离开暗影古堡，接触宗教审判所以寻找自己的母亲碧翠絲。这让阿米西亚陷入了深深的自责中。维塔利斯将雨果的血液注射入自己的体内，这样他也可以使用一部分马库拉的力量。但是卢卡斯此前给雨果的药剂此时发挥了作用，延缓了时间。在宗教审判所，雨果想办法逃脱了监管并且找到了自己的母亲，母亲告诉他马库拉的力量其实正是操控此时肆虐的老鼠。二人很快又被重新抓获，维塔利斯以碧翠絲的生命为威胁，逼迫雨果体内的力量更快的觉醒。
一个月后，也就是1349年1月。雨果操纵著鼠群与尼古拉斯公爵一起入侵了暗影古堡。尼古拉斯公爵最终杀死了亚瑟，并且命令雨果杀死自己的姐姐。但是雨果在与姐姐沟通之后重归于好，二人合力击败了尼古拉斯公爵。此时剩下的人决定用雨果操纵的鼠群与宗教审判所决战，并且救出碧翠絲。他们前往拜森（Bastion），宗教审判所在那里的大教堂中设立了自己的总部。铁匠羅德里克牺牲了自己，为团队打开了前往大教堂的门，大审判官在教堂中等待着几位的到来。在最后的决战中，雨果与大审判官用各自的马库拉的力量进行交战，最终由阿米西亚用自己的机弦给予了大审判官最后一击。三天后，所有的鼠群以及瘟疫都消失了，生活重新归于正常。最后，梅莉离开了众人，阿米西亚、雨果、卢卡斯以及身体虚弱的碧翠絲一行人前往港口，踏上了寻找新家园的路。

## 開發
《瘟疫傳說：無罪》的開發商為Asobo Studio，他們想製作一款以《最後生還者》和《兄弟：雙子傳說》的故事導向體驗為靈感的遊戲，而這也是繼2009年的《極限越野賽》後，該公司的另一款原創作品。作品的主題是「家庭」和「無罪」，以及他們的關係會在緊急關頭發生什麼改變。尤其雨果會觀察其姐姐，即玩家角色的行為，從而慢慢地由一個純真的男孩變成一個無情的個體。童星夏洛特·麥伯尼（Charlotte McBurney）是阿米西亞的配音員，羅根·漢南（Logan Hannan）則為雨果獻聲，兩人也因此以提出更改對話和替代方案的方式參與了劇本寫作過程。《瘟疫傳說：無罪》在某些時候會同時出現多達5,000隻老鼠在螢幕上，為了確保遊戲可以在不犧牲性能的情況下處理如此之多的敵人，開發團隊在渲染老鼠時使用了四個圖層，其中最遠離玩家的老鼠會以「背景」或「非動畫網格」的形式出現，而最接近玩家的老鼠就會為其詳細製作動畫。
發行商Focus Home Interactive在2017年1月的E3 2017上首次公佈《瘟疫傳說：無罪》的預告片，當時遊戲的標題初定為《瘟疫》（The Plague）。2019年5月14日，《瘟疫傳說：無罪》正式在Microsoft Windows、PlayStation 4和Xbox One平台上發行。

## 反應
| 汇总媒体   | 得分                                |
| ---------- | ----------------------------------- |
| Metacritic | PC：81/100 PS4：81/100 XONE：82/100 |

| 媒体            | 得分   |
| --------------- | ------ |
| Destructoid     | 8/10   |
| Game Revolution | [ 16 ] |
| GamesRadar+     | [ 17 ] |
| GameSpot        | 8/10   |
| IGN             | 7/10   |
| Jeuxvideo.com   | 16/20  |
| PCGamesN        | 8/10   |
| 游戏机实用技术  | 24/30  |

《瘟疫傳說：無罪》在發行後穫得評論家的大致好評。在Metacritic上，該作的PC版和PS4版都得到81/100分，前者根據27條評論，後者以54條評論作憑據，而XONE版是18條評論的82/100分，三者皆屬「大致正面評價」。遊戲在英國的實體銷量為當週排名第9。
IGN的史蒂芬·佩蒂特（Steven Petite）給予《瘟疫傳說：無罪》7/10分，他表示遊戲最好的一面便是其世界觀，且它看起來比實際上更加危險和恐懼，但在幾個章節過後，那些老鼠帶來的更多是令人不爽的麻煩，而不是要他認真思考的挑戰。GameSpot的陳棋雲（Khee Hoon Chan）為《瘟疫傳說：無罪》打出8/10分，他讚揚該作有著令人情緒化的故事情節，特別是德盧恩姐弟之間的關係，以及老鼠的出現是遊戲中最令人毛骨悚然的場景，不過與此同時亦存在令人不快的一維反派。Destructoid的克里斯·莫伊斯（Chris Moyse）則給出與GameSpot的分數，他稱《瘟疫傳說：無罪》是一款令人欽佩的作品，儘管有一些明顯的問題且不會讓每個人都感到驚訝，但值得花時間和現金去玩它。《游戏机实用技术》称赞了游戏的剧情、解谜要素、美术风格和配乐，但认为游戏过关方式较为单一、重玩价值略低。

## 外部連結
- 官方网站